# 锥形希蛛
锥形希蛛（学名：Achaearanea subvexa）为球蛛科希蛛属的动物。在中国大陆，分布于云南等地。该物种的模式产地在云南大理。